# 武士道
武士道（ぶしどう）とは、日本の武士・武将の倫理道徳規範・価値基準の思想であり、広義には日本独自の常識的な考え方を指す。明確な定義は存在せず、時代・身分・地域等によって定義は大きく異なる。

## 歴史
武士道に通ずる考えは、武士（平安時代以降）の行動の規範意識に基づき、鎌倉時代に本格的に発達した。すなわち武力を持つ者は鍛錬・行使・身の処し方などを徹底すべきであり、独りよがりや私事へ存念するような見苦しいものではあってはならないとする日本独自の規範意識を指す。
「独りよがりであってはならない」との考えは、次第に、その他者の対象はより普遍へ向かった（民衆・生き物・学問・芸術・世の中の伝統などに対して）。一方、武士は命をかけて組織へ殉ずることが近世には美化されていった。
江戸時代に、支配階級である武士には文武両道の鍛錬と自分の命を以って徹底責任を取るべきことが求められるに至った。武士が私事で刀を抜くことは重大な責任を問われ、生涯、刀を抜かない武士も少なくなかった。また民衆騒動が起きた領地の藩主へ幕府より切腹が申しつけられることがあった。

### 萌芽

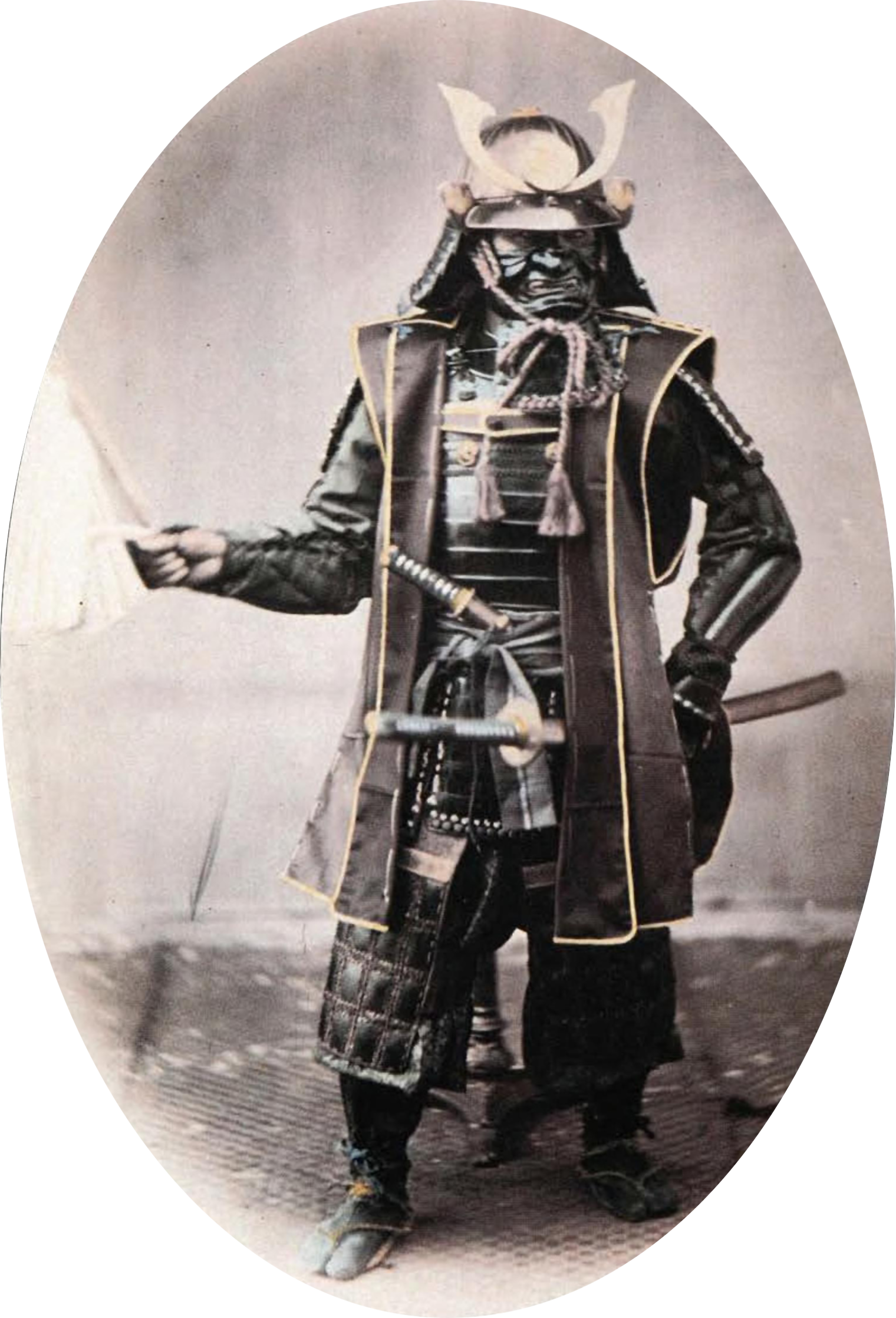
侍 1860年。 写真： フェリーチェ・ベアト.

鎌倉時代、日本において武家政権が本格的に始動し、武士の地位が確立する。また時を同じくして、禅宗が中国からもたらされ、武士階級に大きな影響を与える。ここで「弓馬の道」（兵〈つわもの〉の道）と呼ばれる、武士道の起源とも言うべき生活規範が成立した（これは、西洋における騎士道が成立した時期と重なる）。そして室町時代から戦国時代にかけては、室町文化を根底として、武士を中心とする各種様式が花開いた。武芸においては剣術の兵法三大源流が興り、芸能では能楽・茶道などが武士の教養となり発展した。ここまでの一連の時代の中では未だ「武士道」と呼ばれる言葉は存在しなかったものの、公家やそのほか社会階級とは全く異なった、武士特有の価値観（美意識）・道徳観が存在していたことは確かであった。
武士が守る道徳的規範を示す言葉として「弓馬の道」があり、主従関係、礼節、武勇、廉恥、質実を尊ぶことが美徳された。
「武士道」という言葉が日本で最初に記された書物は、江戸時代初期に成立し、原本が武田家臣春日虎綱（高坂昌信）の口述記とされる『甲陽軍鑑』である。ここでの武士道は、個人的な戦闘者の生存術としての武士道であり、武名を高めることにより自己および一族郎党の発展を有利にすることを主眼に置いている。「武士たるもの七度主君を変えねば武士とは言えぬ」という藤堂高虎の遺した家訓に表れているように、自己を高く評価してくれる主君を探して浪人することも肯定している。『北条五代記』は「早雲寺殿。二十一ケ條と號し。侍一生涯身の行の敎を。しるしをかれたる文有。其內二十ケ條に。武道のさた一言なし。終の一ケ條に。文武弓馬の道は常なり。しるすに及ばず」と記す。また、「武者は犬ともいへ、畜生ともいへ、勝つことが本にて候」という朝倉宗滴の言葉に象徴されるように、卑怯の謗りを受けてでも戦いに勝つことこそが肝要であるという冷厳な哲学をも内包しているのが特徴である。これらは主に、武士としての生き方に関わるものであり、あくまでも各家々の家訓であって、家臣としての処世術にも等しいものである。普遍的に語られる道徳大系としてのいわゆる「武士道」とは趣が異なる。
武士道は江戸時代には武道ともいわれたがこれはのちに武術を指すようになった。

### 発展と深化
道徳大系としての武士道は主君に忠誠し、親孝行して、弱き者を助け、名誉を重んじよという思想、ひいては「家名の存続」という儒教的態度が底流に流れているものが多く、それは江戸期に思想的隆盛を迎え、武士道として体系付けられるに至る。しかし無論、儒教思想がそのまま取り入れられた訳ではなく、儒学の中では『四書』の一つとして重要視されている『孟子』を、国体にそぐわないものであると評価する思想家は多い。この辺りに、山岡鉄舟が言うような武士道の武士道たる所以があるものと言える。また、思想が実際の行動に顕現させられていたのが、武士道としての大きな特徴である。

### 山鹿素行の批判
江戸時代の安定期に山鹿素行は「職分論」の思想へ傾いていく。武士がなぜ存在するのかを突き詰めて考えた山鹿の結論は武士は身分という制度ではなく自分が（封建）社会全体への責任を負う立場であると定義をすることで武士となり、（封建）社会全体への倫理を担うとするものであった。例えば朱子学は、人間は自分の所属する共同体へ義務を負うとした。この共同体で最上のものは国家である。国家を動かすシステムは幕藩体制でありこれはそのまま武士階級の倫理を意味している。山鹿はこれに対し人間は確かに国家に属しているが武士に（封建）社会全体への義務を負わせることを選んだ存在も確かにいるとした。これは人間でもなく、社会でもない。人間は自ら倫理を担うものであり、社会は倫理に基づいて人間が実践をする場である。国家という制度のように目には見えないが武士を動かしたそれを山鹿は天とした。そのうえで自らが所属する共同体への倫理（主家への忠義など）と天からあたえられた倫理（天倫）が衝突した場合に武士は天倫を選択すべきと考えた。
幕府は山鹿を処罰した。山鹿は朱子学を批判したが、制度により共同体がつくられ所属する人間に倫理を担わせると考えるのは現実には学校や会社という制度で今日も生きており、逆に山鹿の考え方は少数派となっている。
山鹿素行を古学士道の大成者と位置づける井上哲次郎は、新渡戸稲造とその著作『武士道』を「キリスト教徒の妄想が勤皇に悖る」など激しく批判した。

## 思想としての武士道

### 近世における武士道の観念

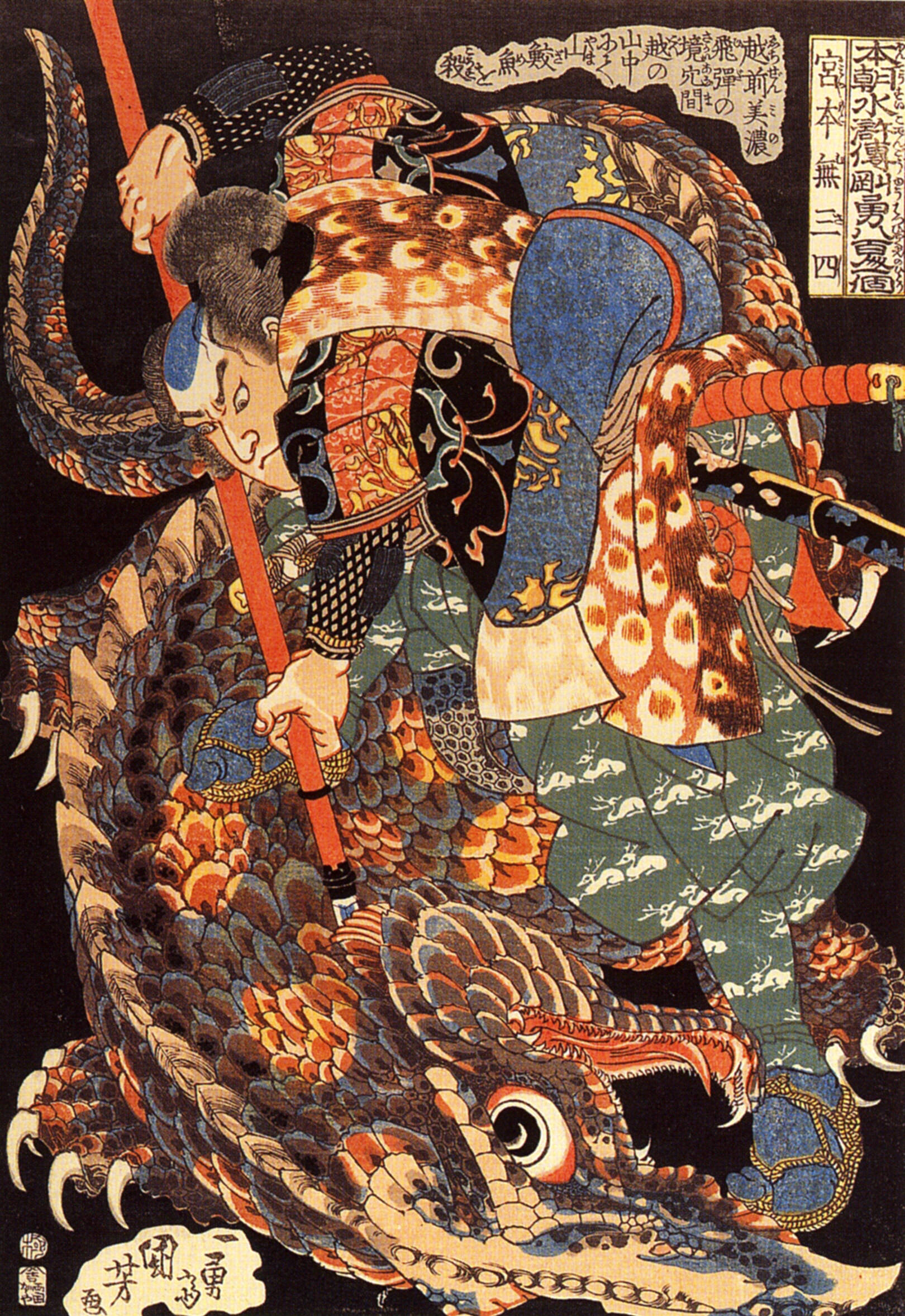
宮本武蔵が槍で鵺と戦う画（画：歌川国芳）。五輪書（1645年）

武士（さむらい）が発生した当初から美徳された弓馬の道において示され、武士道の中核となる「主君に対する倫理的な忠誠」の意識は高かったわけではない。なぜなら、中世期の主従関係は主君と郎党間の契約関係であり、「奉公とは「御恩」の対価である」とする観念があったためである。この意識は少なくとも室町末期ごろまで続き、後世に言われるような「裏切りは卑怯」「主君と生死を共にするのが武士」といった考え方は当時は主流ではなかった。戦国時代には、より良い条件を求め、他の主君に鞍替えすることも多く見られた。
江戸時代の元和年間（1615年 - 1624年）以降になると、儒教の朱子学の道徳でこの価値観を説明しようとする新たに士道の概念が確立された。これによって初めて、儒教的な倫理（「仁義」「忠孝」など）が、武士に要求される規範とされるようになったとされる。
一方、朱子学に疑問を持つ山鹿素行は「常の勝敗は現在なり」「諌めても改めぬ主君なら臣から去るべし」など「二君に仕えず」という朱子学を完全否定する思想を説き、山鹿流古学が提唱した士道論は、この後多くの思想家にも影響を与えることになる。
土佐物語巻第二には「武士は国家を護持するを道とし、弓矢を業とす」という記述がある。
享保元年（1716年）頃、「武士道と云ふは、死ぬ事と見付けたり」の一節で有名な『葉隠』が佐賀藩の山本常朝によって著される（筆記は田代陣基）。これには「無二無三」に主人に奉公す、といい観念的なものに留まる「忠」「義」を批判するくだりや、普段から「常住死身に成る」「死習う」といったことが説かれていたが、あまりに極端なうえ藩政批判などもあったため禁書に付され広く読まれることは無かった。
幕末の万延元年（1860年）、山岡鉄舟が『武士道』を著した。それによると「神道にあらず儒道にあらず仏道にあらず、神儒仏三道融和の道念にして、中古以降専ら武門に於て其著しきを見る。鉄太郎（鉄舟）これを名付けて武士道と云ふ」とあり、少なくとも山岡鉄舟の認識では、中世より存在したが、自分が名付けるまでは「武士道」とは呼ばれていなかったとしている。

### 明治時代以降の武士道の解釈
明治維新後、四民平等布告により、武士は事実上滅び去った。実際、明治15年（1882年）の「軍人勅諭」では、武士道ではなく「忠節」を以って天皇に仕えることとされた。ところが、日清戦争以降評価されるようになる。例えば井上哲次郎に代表される国家主義者たちは武士道を日本民族の道徳、国民道徳と同一視しようとした。
新渡戸稲造はキリスト教徒の多いアメリカの現実（人種差別など）に衝撃を受け、同時にキリスト者の倫理観の高さに感銘を受けた。新渡戸は近代において人間が陥りやすい根っこにある個人主義に対して、封建時代の武士は（封建）社会全体への義務を負う存在として己を認識していたことを指摘している。無論これは新渡戸の考えである。同時に新渡戸にとって武士は国際社会において国民一人一人が社会全体への義務を負うように教育されていると説明するのに最適のモデルであったとするのが今日の一般的な見方である。そのため彼の考えを正当とされるよりも、批判がなされることもあった。
新渡戸を含めたものたちにとって日本の精神的土壌をどのように捉えるかは大きなテーマであり武士道はその内の検証の一つとされている。正宗白鳥は短編の評論『内村鑑三』（昭和25年（1950年））の中で、自分の青年期に出会った内村を心の琴線に触れる部分はあったが概してその「武士道」の根太さが大時代な分だけ醒めた視線で見ていたと率直に表現している。
武士道の思想的な核心について西部邁はこう述べている。

## 新渡戸稲造の『武士道』
新渡戸稲造は現地の教育関係者との会話において日本における宗教的教育の欠落に突き当たった結果、1900年にアメリカ合衆国でBushido: The Soul of Japanを刊行した。本書はセオドア・ルーズベルト、ジョン・F・ケネディ大統領など政治家のほか、ボーイスカウト創立者のロバート・ベーデン=パウエルなど、多くの海外の読者を得て、明治41年（1908年）に『武士道』として桜井彦一郎（鴎村）が日本語訳を出版した。さらに、昭和13年（1938年）に新渡戸門下生の矢内原忠雄の訳により岩波文庫版が出版された。
『武士道』においては、外国人の妻にもわかるように文化における花の違いに触れたり19世紀末の哲学や科学的思考を用いたりしながら、日本人は日本社会という枠の中でどのように生きたのかを説明している。島国の自然がどのようなもので日本独特の四季の移り変わりなどから影響を及ぼされた結果、日本人の精神的な土壌が武士の生活態度や信条というモデルケースから醸成された過程を分かりやすい構成と言葉で読者に伝えている。例えば、武士や多くの日本人は、自慢や傲慢を嫌い忠義を信条としたことに触れ、家族や身内のことでさえも愚妻や愚弟と呼ぶが、これらは自分自身と同一の存在として相手に対する謙譲の心の現れであって、この機微は外国人には理解できないものであろう、といったことを述べている。
これに対し、『君が代』と『古事記』を英訳したバジル・ホール・チェンバレンなどからは『武士道』の内容を批判されている。

## 近現代における武士道
武士道は日本の発展にも重要な精神となった。武士道の精神を基本とした士魂商才という言葉も生まれ、拝金主義に陥りがちであった精神を戒め、さらに商才を発揮することで理想像である経営者となることを表すものであった。このような経営哲学・倫理は欧米でも戦後に発達し、帝王学に類似した学問も登場した。今日では企業の倫理が問われるようになっており、経営者や戦略における要素となっている。武士道などの精神は経営学系統の大学、高校において標語として採用している場合もある。現在では国際化の進展に合わせて日本の武士道などの日本経営精神に対する必要性を挙げるものもいる。『武士道』の著者である新渡戸稲造も祖父が商人としての成功があったが、商業倫理に関する言葉を残している。他にも渋沢栄一は今後の時代に必要な武士道を説くなどと明治時代から大正デモクラシーにかけての日本の実業に関する精神が唱えられ、日本的経営に必要な背骨となった。
2009年6月10日、韓国のソウルで開かれた『トランスフォーマー/リベンジ』の試写会において、マイケル・ベイ監督が「トランスフォーマーのなかに、他人のために自己を犠牲にする英雄主義である日本の武士道を込めた」と発言したことが物議を醸し、韓国人から倭色という批判を受けた。
『「武士道」解題―ノーブレス・オブリージュとは』（小学館、2003年3月）の著書がある中華民国総統であった李登輝は、2001年に心臓病の治療のために訪日しようとした際、中国を怒らせることを恐れた外相や外務省の反対により、なかなかビザが下りなかった。これについて、「義を見てせざるは勇なきなり」という武士道の精神を表す言葉があり、武士道は日本人にとって最高の道徳のはずであるが、このとき日本という国はほんとうにおかしくなっていると感じたと吐露している。その一方で、東日本大震災で日本国民がみせた節度ある行動や献身的な自己犠牲は、まさに武士道の精神そのものであり、武士道という言葉自体はいまの日本ではあまり使われなくなっていたとしても、その精神はけっして失われておらず、それを世界の人々が称賛したと述べている。

## 武士道の教育とトレーニング
武士道の教育は、学問/宗教では儒学や禅、戦闘技術では古武道（弓術、剣術等を含める武芸十八般）や軍学・兵学、芸道では武家茶道などに担われた。
近代化後は、ナショナリズムと結び付き、スポーツ的概念が取り込まれた現代武道にその武士道理念が転換され、普通教育の中に取り入れられている。

## 参考書籍
一次資料
- 斎藤親盛『可笑記』（近世初期）
- 春日虎綱『甲陽軍鑑』（天正3年（1575年） - 14年（1586年））
- 小笠原昨雲『諸家評定』（1621年）
- 宮本武蔵『五輪書』（1645年）
- 山鹿素行『武家事紀』（延宝元年（1673年））
- 菱川師宣（絵）『古今武士道絵づくし』（17世紀末）
- 山本常朝『葉隠』（享保元年（1716年））
- 軍人勅諭（明治15年（1882年））
- 新渡戸稲造『武士道』（1900年 アメリカ合衆国、明治41年（1908年）邦訳）
  - 『武士道』矢内原忠雄・矢内原伊作補訳、岩波文庫（改版）。ワイド版も刊
  - 『武士道』矢内原忠雄訳、角川春樹事務所・ハルキ文庫、平成26年（2014年）
  - 『新渡戸稲造 武士道』奈良本辰也訳・解説（文庫・新装版）、三笠書房、1993年。ISBN 4-8379-1700-3。
  - 『武士道　現代語訳』山本博文訳・解説、ちくま新書、平成22年（2010年）
  - 『新訳 武士道』大久保喬樹訳、角川ソフィア文庫 ビギナーズ日本の思想、平成27年（2015年）
  - 新渡戸稲造『武士道』岬龍一郎訳、PHP研究所〈PHP文庫〉、2005年8月。ISBN 4-569-66427-X。
- 山岡鉄舟（鉄太郎）述 安部正人編 『武士道』 - 国立国会図書館光融館 明治35年（1902年）1月
- 井上哲次郎編『武士道叢書』（明治38年（1905年）、上　3月30日・中　6月18日・下　11月25日）
- 久米邦武「鎌倉時代の武士道」（明治41年（1908年）、日本歴史地理学会編『鎌倉文明史論』、明治42年（1909年）、および『久米邦武歴史著作集第二巻』吉川弘文館、平成元年（1989年）所収）
- 陸軍省『戦陣訓』（昭和16年（1941年））
- 板垣退助『板垣退助先生武士道観』高知板垣會、1942年。

研究書
- 正宗白鳥『内村鑑三』（昭和25年（1950年））
- 髙橋昌明『武士の成立 武士像の創出』東京大学出版会、1999年11月。ISBN 4-13-020122-0。[16]
- 山本博文『『葉隠』の武士道 誤解された「死狂ひ」の思想』PHP研究所〈PHP新書〉、2001年12月。ISBN 4-569-61940-1。
- 鈴木康史「明治期日本における武士道の創出」筑波大学体育科学系紀要24（平成13年（2001年））
- 船津明生「「明治期の武士道についての一考察」」名古屋大学、言葉と文化. v.4、2003年
- 佐伯真一『戦場の精神史 武士道という幻影』日本放送出版協会〈NHKブックス〉、2004年5月。ISBN 4-14-001998-0。
- 菅野覚明『武士道の逆襲』講談社〈講談社現代新書〉、2004年10月。ISBN 4-06-149741-3。[17]
- 山折哲雄『さまよえる日本宗教』中央公論新社〈中公叢書〉、2004年11月。ISBN 4-12-003586-7。
- 藤原正彦「国家の品格」（新潮新書、平成17年（2005年））
- Oleg Benesch. Inventing the Way of the Samurai: Nationalism, Internationalism, and Bushido in Modern Japan. Oxford: Oxford University Press, 2014. ISBN 0198706626, ISBN 9780198706625
- 八幡和郎、臼井喜法『江戸三〇〇年「普通の武士」はこう生きた 誰も知らないホントの姿』ベストセラーズ〈ベスト新書 92〉、2005年8月。ISBN 4-584-12092-7。よ
- 谷口眞子『葉隠〈武士道〉の史的研究』吉川弘文館2022年7月　ISBN　9784642043519